# 13583 Bosret
13583 Bosret este un asteroid din centura principală de asteroizi.

## Descriere
13583 Bosret este un asteroid din centura principală de asteroizi. A fost descoperit pe 9 octombrie 1993 la Observatorul La Silla de Eric Walter Elst. El prezintă o orbită caracterizată de o semiaxă mare de 2,73 ua, o excentricitate de 0,03 și o înclinație de 3,4° în raport cu ecliptica.